# 小精靈森林 (加利福尼亞州)
小精靈森林（英語：Elfin Forest）是位於美國加利福尼亞州聖地牙哥縣的一個非建制地區。該地的面積和人口皆未知。

## 地理
小精靈森林的座標為33°04′25″N 117°09′51″W / 33.07361°N 117.16417°W，而該地的平均海拔高度為410米（即1346英尺）。